# Бурков, Пётр Григорьевич
Пётр Григорьевич Бурков (28 августа 1927 года, Васцы, Калужская губерния, СССР — 1 октября 2002 года, Кировград, Свердловская область, Россия) — Герой Социалистического Труда (1961), старший конвертерщик Кировградского медеплавильного комбината Свердловского совнархоза.

## Биография
Родился 28 августа 1927 году в селе Васцы Калужской губернии. В годы Великой Отечественной войны село было захвачено немцами. После освобождения села в апреле 1942 года всех детей и Пётра эвакуировали на Урал. Пётр поступил в ремесленное училище в 1942 году. И одновременно стал работать учеником конвертерщика на Кировградском медеплавильном заводе, работал сигналистом, на откатке меди. В 1944 году окончил ремесленное училище, стал конвертерщиком. Затем закончил вечерний техникум.
В апреле 1960 года смена Буркова, став первой в металлургическом цехе, была удостоена звания лучшего коллектива коммунистического труда. В 1979 года он вышел на пенсию, но до 1987 года продолжал работать в отделе подготовке кадров комбината.
Избирался делегатом XXII съезда КПСС в 1961 году, депутатом Верховного Совета РСФСР 6-го созыва, был членом городского комитета партии, членом обкома партии, депутатом Свердловского областного Совета депутатов трудящихся.
Скончался 1 октября 2002 году. Похоронен на городском кладбище.
Семья
Пётр Григорьевич был женат и воспитал пятерых детей.

## Награды
За свои трудовые достижения неоднократно награждался:
- 24.01.1950 — медаль «За трудовое отличие»;
- 27.12.1954 — медаль «За трудовую доблесть»;
- 1960 — звание «Лучший конвертерщик Свердловского совнархоза»;
- 09.06.1961 — звание Герой Социалистического Труда с золотой медалью Серп и Молот и орден Ленина «за выдающиеся успехи, достигнутые в деле развития цветной металлургии»;
- 30.03.1971 — орден Трудового Красного Знамени;
- 1979 — звание «Почётный гражданин города Кировград»;
- звание «Почётный металлург Кировградского металлургического комбината».